# Saint-Nizier-sous-Charlieu
Saint-Nizier-sous-Charlieu est une commune française située dans le département de la Loire en région Auvergne-Rhône-Alpes, adhérente à la communauté de communes Charlieu-Belmont Communauté.

## Géographie
La superficie est de 1 283 ha.
L'altitude est de 271 m au bourg et 373 m au lieu-dit Croix de la Tombe.
Ce lieu-dit est le carrefour entre les routes venant du bourg du village et de Charlieu le chef-lieu du canton du même nom.

### Climat
Pour des articles plus généraux, voir Climat d'Auvergne-Rhône-Alpes et Climat de la Loire.
En 2010, le climat de la commune est de type climat océanique dégradé des plaines du Centre et du Nord, selon une étude du Centre national de la recherche scientifique s'appuyant sur une série de données couvrant la période 1971-2000. En 2020, Météo-France publie une typologie des climats de la France métropolitaine dans laquelle la commune est exposée à un climat de montagne ou de marges de montagne et est dans la région climatique Centre et contreforts nord du Massif Central, caractérisée par un air sec en été et un bon ensoleillement.
Pour la période 1971-2000, la température annuelle moyenne est de 10,8 °C, avec une amplitude thermique annuelle de 16,6 °C. Le cumul annuel moyen de précipitations est de 821 mm, avec 10,7 jours de précipitations en janvier et 7,6 jours en juillet. Pour la période 1991-2020, la température moyenne annuelle observée sur la station météorologique de Météo-France la plus proche, « Charlieu », sur la commune de Charlieu à 4 km à vol d'oiseau, est de 11,6 °C et le cumul annuel moyen de précipitations est de 769,3 mm,. Pour l'avenir, les paramètres climatiques de la commune estimés pour 2050 selon différents scénarios d'émission de gaz à effet de serre sont consultables sur un site dédié publié par Météo-France en novembre 2022.

## Urbanisme

### Typologie
Au 1er janvier 2024, Saint-Nizier-sous-Charlieu est catégorisée commune rurale à habitat dispersé, selon la nouvelle grille communale de densité à sept niveaux définie par l'Insee en 2022.
Elle appartient à l'unité urbaine de Charlieu, une agglomération intra-départementale regroupant quatre  communes, dont elle est une commune de la banlieue,,. Par ailleurs la commune fait partie de l'aire d'attraction de Roanne, dont elle est une commune de la couronne,. Cette aire, qui regroupe 88 communes, est catégorisée dans les aires de 50 000 à moins de 200 000 habitants,.

### Occupation des sols
L'occupation des sols de la commune, telle qu'elle ressort de la base de données européenne d’occupation biophysique des sols Corine Land Cover (CLC), est marquée par l'importance des territoires agricoles (82,1 % en 2018), en diminution par rapport à 1990 (83,9 %). La répartition détaillée en 2018 est la suivante : 
prairies (58,5 %), zones agricoles hétérogènes (17,4 %), zones urbanisées (10,3 %), terres arables (6,1 %), forêts (3,6 %), zones industrielles ou commerciales et réseaux de communication (3 %), eaux continentales (1,1 %). L'évolution de l’occupation des sols de la commune et de ses infrastructures peut être observée sur les différentes représentations cartographiques du territoire : la carte de Cassini (XVIIIe siècle), la carte d'état-major (1820-1866) et les cartes ou photos aériennes de l'IGN pour la période actuelle (1950 à aujourd'hui).

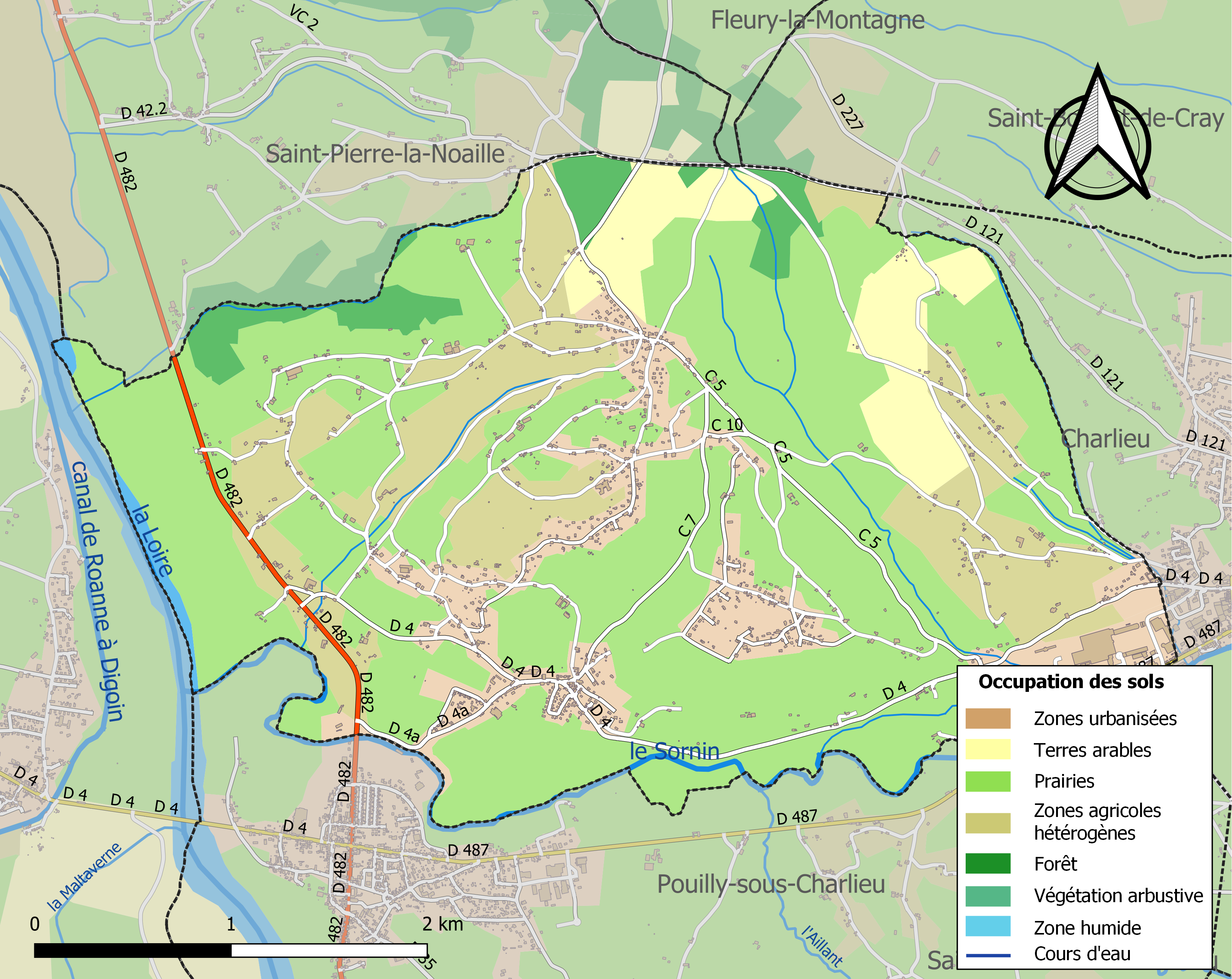
Carte des infrastructures et de l'occupation des sols de la commune en 2018 (CLC).

## Toponymie
Nicetius, dérivé du grec nikè "victoire", fut évêque de Lyon au VIe siècle et honoré particulièrement dans le Lyonnais, dès la fin de la période mérovingienne.

## Histoire
Le site de Saint-Nizier-sous-Charlieu était une ancienne station gallo-romaine, une villa gallo-romaine s'y trouvait, près du confluent du Sornin et de la Loire. Saint-Nizier-sous-Charlieu est traversé dans toute sa longueur par la voie antique tendant de Charlieu à Autun et Nevers par Saint-Pierre-La-Noaille, Iguerande, Marcigny, Pierrefite et Parigny.
La paroisse Saint-Nizier est attestée dès 1371. Sous l'Ancien Régime, elle était divisée en trois fiefs (Beauvernay, Le Mont et Rongefer), tandis que le clocher et les terres attenantes appartenaient au domaine royal.
Le château du Mont, ancienne maison forte transformée en manoir, fut le berceau de la famille de Nompère. Au temps de la Ligue, elle servit de forteresse aux troupes royales qui surveillaient Charlieu. En 1593, pendant les guerres de religion, le château fut assiégé et pris par le chevalier d'Auder, dont les bandes se livrèrent au pillage et l'incendièrent.

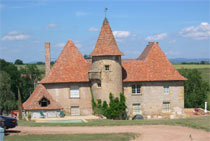
Château du Mont.
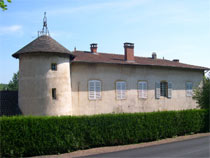
Château de Rongefer.

## Politique et administration
| Période                                  | Période   | Identité             | Étiquette | Qualité |
| ---------------------------------------- | --------- | -------------------- | --------- | ------- |
| Les données manquantes sont à compléter. |           |                      |           |         |
| 1881                                     | 1884      | Antoine Larue        |           |         |
| 1884                                     | 1891      | Paul Gerbay          |           |         |
| 1891                                     | 1896      | Joseph Gerbay        |           |         |
| 1896                                     | 1919      | Jean-Marie Muzelle   |           |         |
| 1919                                     | 1929      | Pierre Larue         |           |         |
| 1929                                     | 1935      | Jean Berthelier      |           |         |
| 1935                                     | 1941      | Louis Demont         |           |         |
| 1941                                     | 1944      | Louis Duray          |           |         |
| 1944                                     | 1947      | P. Vernay            |           |         |
| 1947                                     | 1959      | Alfred Lamartine     |           |         |
| 1959                                     | 1966      | François Petit       |           |         |
| 1966                                     | 1971      | Alfred Lamartine     |           |         |
| 1971                                     | 1974      | Hubert Barriquand    |           |         |
| 1974                                     | 1977      | Robert Galichon      |           |         |
| 1977                                     | 1989      | Jean Bonnetain       |           |         |
| 1989                                     | mars 2001 | Charles Dubuy        |           |         |
| mars 2001                                | 2020      | Jean-Victor Thevenet |           |         |
| 2020                                     | En cours  | Fabrice Chenaud      |           |         |

## Démographie
L'évolution du nombre d'habitants est connue à travers les recensements de la population effectués dans la commune depuis 1793. Pour les communes de moins de 10 000 habitants, une enquête de recensement portant sur toute la population est réalisée tous les cinq ans, les populations de référence des années intermédiaires étant quant à elles estimées par interpolation ou extrapolation. Pour la commune, le premier recensement exhaustif entrant dans le cadre du nouveau dispositif a été réalisé en 2004.

En 2022, la commune comptait 1 689 habitants, en évolution de −0,94 % par rapport à 2016 (Loire : +1,32 %, France hors Mayotte : +2,11 %).
| 1793  | 1800 | 1806 | 1821 | 1831  | 1836  | 1841  | 1846  | 1851  |
| ----- | ---- | ---- | ---- | ----- | ----- | ----- | ----- | ----- |
| 1 030 | 829  | 890  | 969  | 1 140 | 1 145 | 1 218 | 1 280 | 1 360 |

| 1856  | 1861  | 1866  | 1872  | 1876  | 1881  | 1886  | 1891  | 1896  |
| ----- | ----- | ----- | ----- | ----- | ----- | ----- | ----- | ----- |
| 1 358 | 1 384 | 1 436 | 1 324 | 1 342 | 1 294 | 1 254 | 1 249 | 1 269 |

| 1901  | 1906  | 1911  | 1921 | 1926  | 1931  | 1936  | 1946 | 1954  |
| ----- | ----- | ----- | ---- | ----- | ----- | ----- | ---- | ----- |
| 1 271 | 1 217 | 1 148 | 991  | 1 081 | 1 070 | 1 009 | 959  | 1 001 |

| 1962  | 1968  | 1975  | 1982  | 1990  | 1999  | 2004  | 2006  | 2009  |
| ----- | ----- | ----- | ----- | ----- | ----- | ----- | ----- | ----- |
| 1 031 | 1 056 | 1 216 | 1 449 | 1 579 | 1 571 | 1 621 | 1 631 | 1 671 |

| 2014  | 2019  | 2022  | - | - | - | - | - | - |
| ----- | ----- | ----- | - | - | - | - | - | - |
| 1 692 | 1 696 | 1 689 | - | - | - | - | - | - |

## Lieux et monuments
- Église du couvent des Cordeliers de Saint-Nizier-sous-Charlieu.
- L'église paroissiale Saint-Nizier de Saint-Nizier-sous-Charlieu a été réédifiée en 1833. Elle se distingue guère d'autres églises de la région, si ce n'est par ses vitraux d'une qualité remarquable. L'église a trois nefs, séparées par des colonnes sur lesquelles s'appuient des arceaux en plein cintre ornés du monogramme SN. Ses nefs sont plafonnées, et les colonnes sont au nombre de six. Il y a deux autels de marbre aux bas-côtés du chœur.

Les vitraux ont été conçus par Théodore-Gérard Hanssen, peintre verrier parisien, considéré comme un des rénovateurs de l'art du vitrail en France. Ils ont été dessinés et réalisés entre 1948 et 1950. Le verre coloré utilisé a été fabriqué aux verreries de Saint-Just-sur-Loire.
Les thèmes représentés sont, dans les verrières du chœur, la crucifixion, le Christ dans la moisson, les Noces de Cana ainsi que des anges encadrant ces scènes. Les dix vitraux des bas-côtés de l'édifice représentent des scènes de la vie du Christ (deux sur huit seulement). On reconnaît l'école et la silhouette des collines qui entourent le bourg et l'église-même. Le thème de la vigne et du vin renvoie à la Passion mais aussi au passé viticole de la commune (280 ha de vignes en 1856).

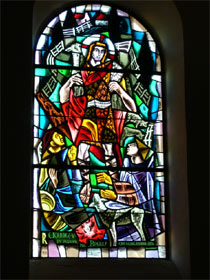
Vitraux de Théodore-Gérard Hanssen.

- Couvent des Cordeliers

Vers 1280, après de nombreux démêlés avec les bénédictins de Charlieu.
, les franciscains fondent un couvent aux portes de la ville, sur la future paroisse de Saint-Nizier. Détruit dans les années 1360, le couvent des cordeliers fut reconstruit de 1370 à 1410 grâce à la Famille de Châteaumorand.
Il était en très mauvais état à la veille de la Révolution. Fermé en 1792,  les trois derniers religieux en furent chassés. Les bâtiments vendus comme biens nationaux furent en partie détruits ou transformés en grange, hangar et habitations.
Il a failli disparaître en 1910. Il fut en effet vendu à un antiquaire qui l'avait ensuite cédé à un richissime américain. Le cloître fut démonté, mis en caisses puis sur wagons. Son classement comme monument historique fut établi, à la demande du sénateur Audiffred. Ce cloître dit des Cordeliers a été classé monument historique par arrêté du 19 novembre 1910, la chapelle et les trois chapelles qui y sont attenantes au sud par arrêté du 26 septembre 1952.

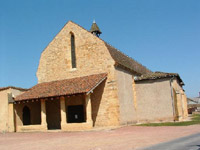
Porche de l'église conventuelle.
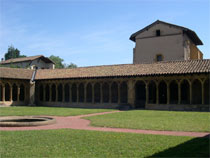
Le cloître.
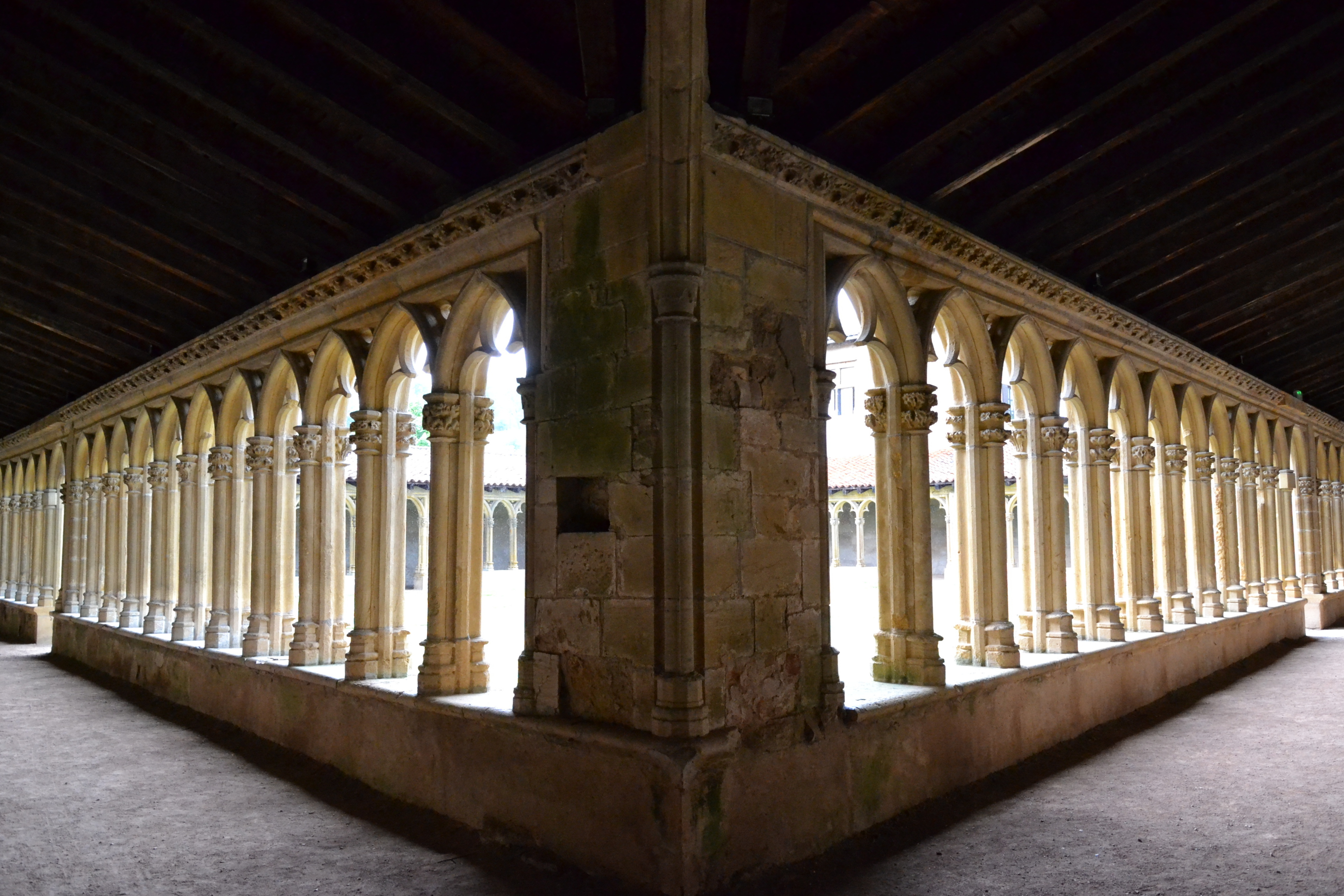
Cloître depuis la galerie Sud.
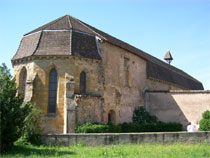
Chœur de l'église conventuelle.

La galerie nord du cloître possède des chapiteaux richement décorés par des représentations d'animaux et de personnages médiévaux, symbolisant les vices et les vertus (quelques exemples de sculptures sont visibles dans la galerie ci-dessous).

Galerie Nord-Est : représentation des vertus.
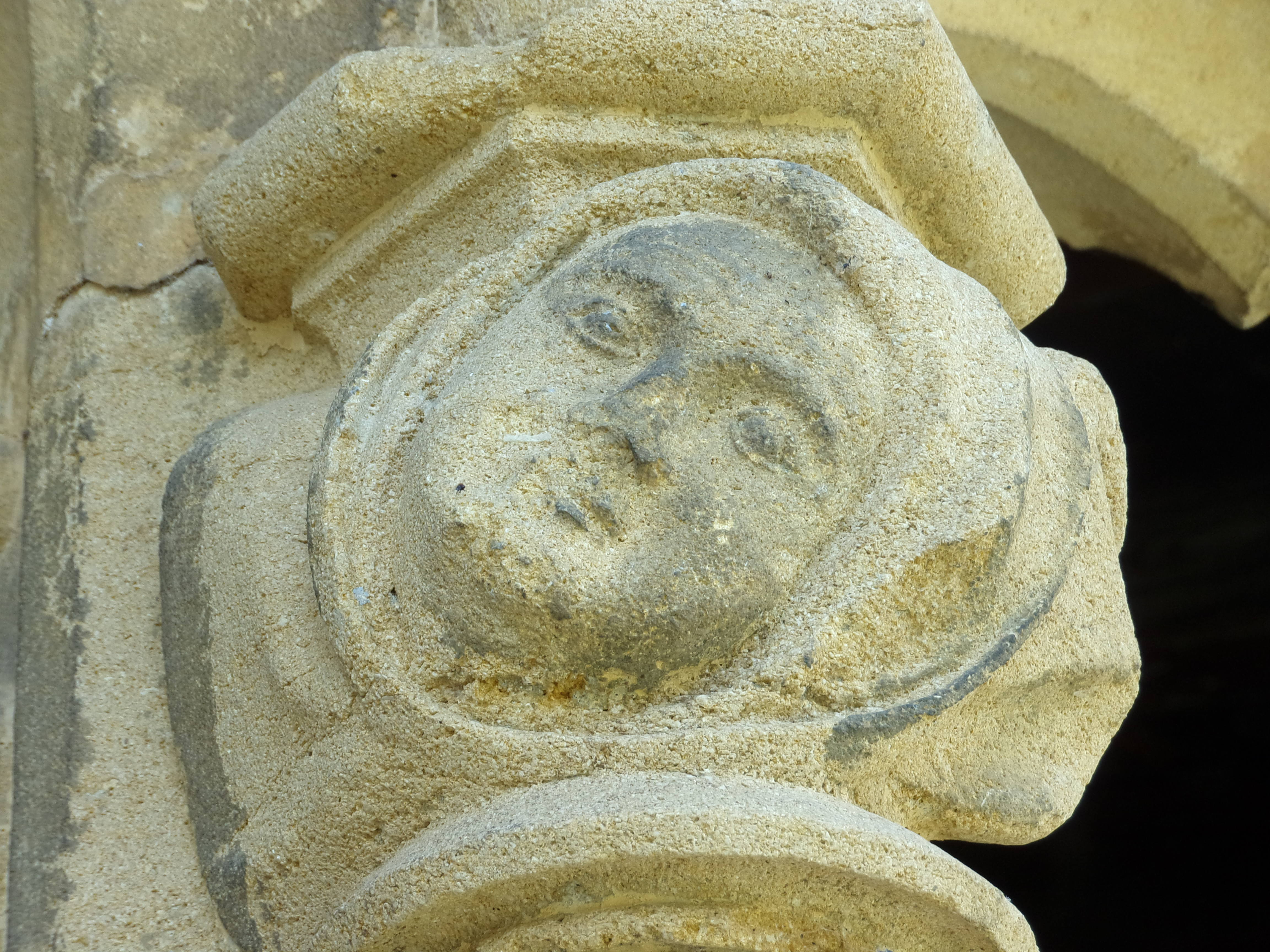
Le visage voilé symbolise la pudeur et l'humilité.
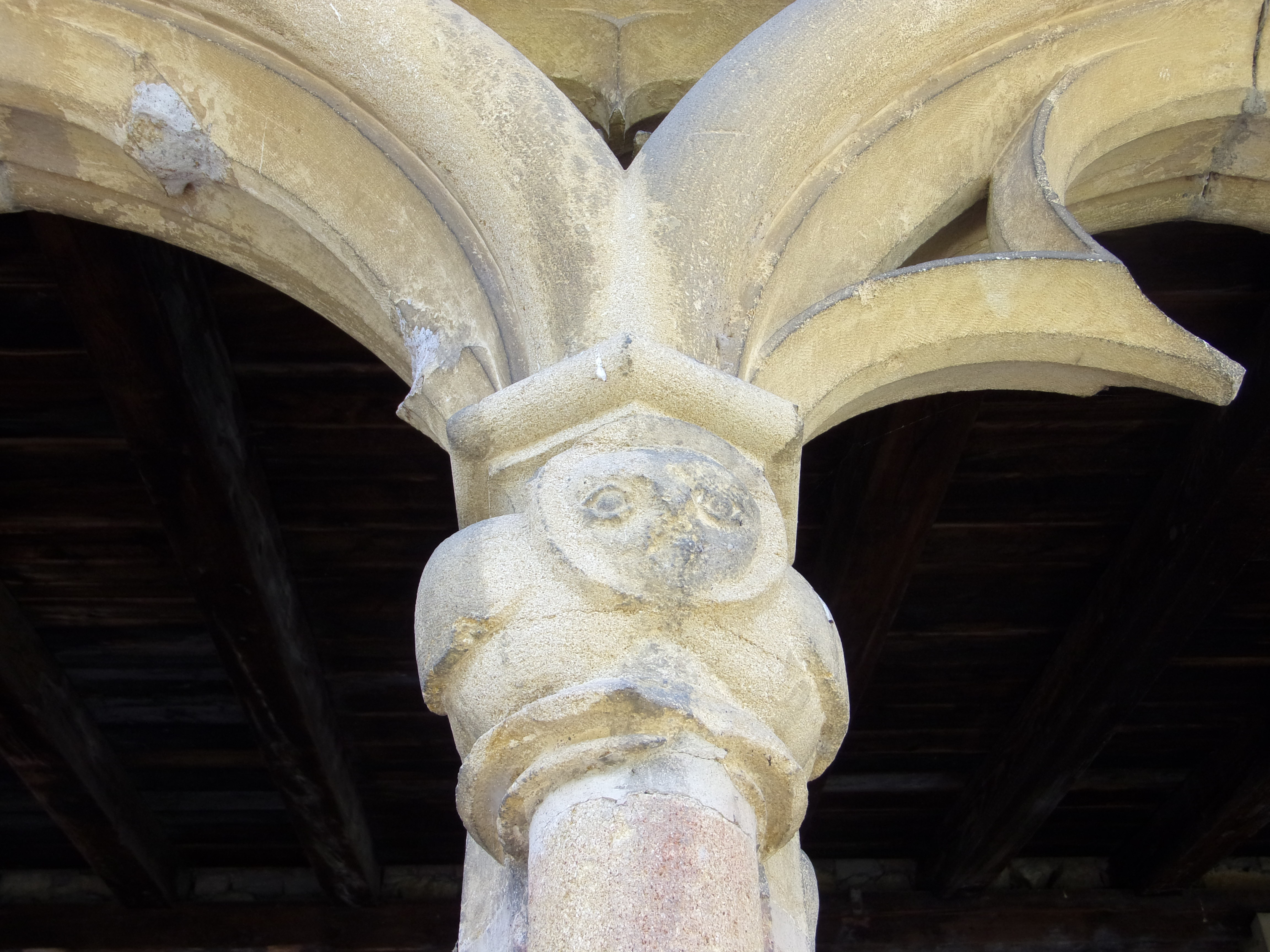
La chouette symbolise la sagesse.

- La Madone est située près du lieu-dit de la Croix de la Tombe. Monument religieux populaire dans le village, elle a été conçue en l'honneur des vignerons prospères jusqu'au milieu du XXe siècle.
- Châteaux de Beauvernay, du Mont et de Rongefer
- Château des Gâtilles également appelé au début du XXe siècle Propriété Place ou Cottage Place du nom de ses propriétaires, ou encore La Folie . Cette propriété viticole, située au lieu-dit les Mignonnettes, est devenue l'EHPAD Saint-Louis.
- Le jardin du château de Montfort fait partie du pré-inventaire des jardins remarquables[20].
- Château de la Grange Jobin :

Cette bâtisse bourgeoise construite en 1885 par la Famille Vadon, banquier et viticulteur de son état, se situe en lisière de Saint-Nizier-sous-Charlieu et de Charlieu. Environné d'un parc de 8 hectares, ce château abritait donc la famille Vadon, bienfaiteur du village. En entrant dans le château on trouve de suite à droite la salle de billard, continuant dans le couloir, à gauche se situe la bibliothèque dont on peut encore voir les rayonnages ainsi qu'un imposant coffre-fort dissimulé derrière deux portes en bois de décoration. Au-dessus de la porte d'entrée se trouve une peinture à l'huile représentant un ange qui est en fait la petite-fille de monsieur Vadon. Poursuivant au rez-de-chaussée, on arrive au petit salon suivi en enfilade du grand salon ; les deux se rejoignant lors des importantes réceptions. Face à ces salons se situent la cuisine et ses dépendances. Le rez-de-chaussée est prolongé d'une magnifique terrasse qui permet d'avoir accès au paysage lointain jusqu'à Pouilly-sous-Charlieu. De cette terrasse on pouvait aussi apercevoir une grande mare sur laquelle monsieur Vadon et madame pouvaient canoter.
On accède au premier étage par un escalier en pierre du pays couronné par une magnifique rampe en fer forgé. À cet étage se situent sept pièces dont deux sont prolongées par une tourelle. La pièce centrale réservée aux maîtres est la mieux exposée. Dans cette pièce, au-dessus de la cheminée en marbre, figure une peinture à l'huile représentant madame Vadon faisant de la barque sur la mare de la propriété. 
Les autres pièces de l'étage sont des chambres à donner qui étaient utilisées tant par les invités mais aussi par le personnel de maison.
Le château comprend un immense grenier qui permet d'avoir accès aux toits au sein duquel se trouve un magnifique pigeonnier.
Les douze pièces principales du château ont toutes leur cheminée en marbre et principalement les deux salons qui comprennent chacun une majestueuse cheminée en marbre rose d'Italie. Un sol marqueté d'un parquet très travaillé donne beaucoup d'éclat aux différentes pièces.
Le toit comprend une magnifique charpente encore en très bon état de nos jours, tant les poutres que l'ardoise.
La propriété comprend quatre autres bâtiments.
À quelques mètres sur le côté du château, on trouve l'orangerie. Ce parallélépipède en brique est imposant avec ses cinq immenses portes vitrées qui permettaient aux maîtres des lieux de rentrer les hautes plantes d'été qui garnissaient l'entrée du château.
En contrebas et sur le côté de la grande mare, se situe le bâtiment de la vigne. C'est en fait une bâtisse ordinaire qui abritait le personnel inhérent à la vigne.
À l'entrée, côté Charlieu, se situe un bâtiment important par son volume et sa toiture modèle du genre,  qui abritait le matériel. C'était en cette place que l'on faisait le vin.
À l'autre extrémité de la propriété se situe un petit bâtiment, en dehors des murs de la propriété. Cette bâtisse légère abritait le « petit personnel ».
Une cave au sein de laquelle le vin était remisé comprend la surface totale du château. On y voit encore le départ d'un souterrain désormais obstrué mais qui reste bien mystérieux.
Durant la seconde guerre mondiale, un immense coffre fort fut installé dans ladite cave pour y abriter les archives de la banque Vadon. Ce coffre demeure toujours mais que contient-il, car personne n'est parvenu à en ouvrir la porte.
Le parc de 8 hectares est clôturé par un mur d'enceinte. Deux majestueuses grilles permettent l'accès au parc.
En fait, le parc est situé à flanc de coteau, et peu de parties plates composent le paysage. Des retenues d'eau sont disposées dans divers endroits du parc et permettent un écoulement régulé lors des orages. Ces retenues que l'on appelle  boutasses regorgent de poissons et batraciens. Il existait autrefois une allée en pente douce qui prenait sa source au château pour aller zigzaguer dans le parc. Cette allée était particulièrement belle car recouverte d'une treille de roses.
Face au château au-delà du mur d'enceinte se situent 3 ha de prairie, inconstructibles car un acte notarié précise que cette prairie ne doit en aucun cas être séparée du château pour son devenir.
Dès les années 1950,  le château a été transformé en une colonie de vacances. Dans un premier temps ce fut le comité d'entreprise de E.D.F. puis l'Orphelinat Mutualiste de la Police Nationale.  Des enfants de policiers de France et d'outre-mer, les orphelins venaient, soit du centre d'OSMOY (orphelinat de la police), soit orphelins des différentes villes de France et d'outre-mer.
Les salons étaient les dortoirs, une piscine y avait été aménagée (rare pour l'époque)en lieu et place de la mare, l'orangerie était le réfectoire, les garçons et filles y étaient reçus de 5 ans à 16 ans, environ 130 enfants. L'orangerie faisait office de réfectoire. Les milliers d'enfants qui ont pu séjourné durant 30 ans au sein de cette propriété pouvaient profiter du grand air, mais aussi d'un magnifique cadre.
La piscine profitait également aux habitants de Saint Nizier-sous-Charlieu qui furent très nombreux (petits et grands) à y apprendre à nager. Une colonie d'avant-garde pour son époque, que de beaux souvenirs...
La propriété a été vendue et appartient désormais au privé.

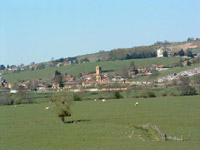
Le bourg.
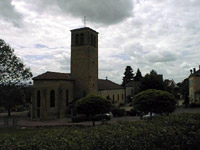
L'église.
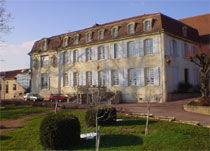
Château de Carillon.
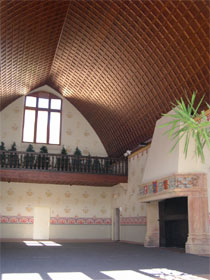
Carillon - salle de concerts.

## Personnalités liées à la commune
- Paul Gerbay (1835-1891), député, pharmacien, président du tribunal de commerce de Roanne, maire de Saint-Nizier-sous-Charlieu.
- Roger de La Fresnaye, (1885-1925) peintre cubiste, se fit construire un atelier de peinture et de sculpture dans le château de Beauvernay, propriété de ses ancêtres maternels où il passait la plupart des vacances depuis sa petite enfance. Il y invita de nombreux artistes.
- Théodore-Gérard Hanssen, (1885-1957) maître-verrier qui a réalisé les vitraux de l'église de Saint-Nizier.
- Christophe Alexis Adrien de Jussieu (1802-1865), haut fonctionnaire, est mort au château de Beauvernay dans la commune.